# Chad Toppert
Chad Lee Toppert (Albuquerque, Nuevo México, 11 de noviembre de 1985) es un exjugador de baloncesto estadounidense con pasaporte alemán. Jugaba de alero y fue profesional durante ocrho temporadas.
Es hermano del también jugador de baloncesto Cody Töppert.

## Trayectoria
Chad Toppert se graduó en la Universidad Estatal de Nuevo México de Estados Unidos. En 2009 militó en el New Mexico Thunderbirds en la denominada D-League, donde jugó 28 minutos por partido con un promedio de 11 puntos y 3 rebotes.
En 2010 se convierte en el segundo fichaje del club maño en su retorno a la máxima categoría del baloncesto español tras la llegada de Andrés Miso, según informó el CAI Zaragoza.
En 2013 abandona la disciplina rojilla para marcharse a Alemania y jugar en los Artland Dragons.

## Selección nacional
Habitual desde el año 2009 con la Selección de baloncesto de Alemania. 